# 95962 Copito
95962 Copito è un asteroide della fascia principale. Scoperto nel 2003, presenta un'orbita caratterizzata da un semiasse maggiore pari a 3,2165405 UA e da un'eccentricità di 0,0324602, inclinata di 21,24557° rispetto all'eclittica.
Dal 7 aprile al 23 maggio 2005, quando 99905 Jeffgrossman ricevette la denominazione ufficiale, è stato l'asteroide denominato con il più alto numero ordinale. Prima della sua denominazione, il primato era di 95959 Covadonga.
L'asteroide è dedicato a Copito de Nieve, raro e famoso esemplare di gorilla albino dello zoo di Barcellona.